# Pinheirinho do Vale
Pinheirinho do Vale est une municipalité du Nord-Ouest de l'État du Rio Grande do Sul faisant partie de la microrégion de Frederico Westphalen  et située à 465 km au nord-ouest de Porto Alegre, capitale de l'État. Elle se situe à une latitude de 27° 12′ 35″ sud et à une longitude de 53° 36′ 43″ ouest, à une altitude de 105 mètres. Sa population était estimée à 4 411, pour une superficie de 182 km2. On y accède par les BR-472 et BR-158/386. Elle est séparée de l'État de Santa Catarina par le rio Uruguai.
L'origine du nom du lieu vient d'un pinheirinho qui servait de repère pour l'endroit sur les rives du rio Uruguai.
L'actuelle Pinheirinho do Vale fut le théâtre d'un moment important pour la Colonne Prestes, quand, en 1925, tomba un de ses chefs, le lieutenant Mário Partela Fagundes.
La population est constituée de descendants d'immigrants allemands venus des régions de Marau et Montenegro, suivis plus tard d'Italiens et d'Açoriens, tous à la recherche de terres fertiles.

## Villes voisines
- Caiçara
- Vista Alegre
- Palmitinho
- Vista Gaúcha
- Barra do Guarita

## Note
1. ↑  IBGE
2. ↑  Podocarpus lambertii, genre des podocarpus.